# Manon Hily
Manon Hily (* 24. ledna 1994 Aix-en-Provence) je francouzská reprezentantka ve sportovním lezení, vítězka Evropského poháru juniorů.

## Výkony a ocenění
- 2013: vítězka Evropského poháru juniorů, bronzová medailistka juniorských mistrovství
- 2018: devětadvacátá v kombinaci na mistrovství světa

### Závodní výsledky
| Mistrovství světa | Mistrovství světa |
| Rok               | 2018              |
| ----------------- | ----------------- |
| Obtížnost         | 17                |
| Rychlost          | 89                |
| Bouldering        | 17                |
| Kombinace         | 29                |

| Světový pohár | Světový pohár | Světový pohár | Světový pohár | Světový pohár |
| Rok           | 2013          | 2014          | 2017          | 2018          |
| ------------- | ------------- | ------------- | ------------- | ------------- |
| Obtížnost     | x             | 50-52         | —             | 4             |
| jednotlivě*   | ,25,          | ,46,21,       | —             | ,,6,11,10,4,  |
|               |               |               |               |               |
| Bouldering    | —             | 79-82         | 29            | —             |
| jednotlivě*   | —             | ,25,          | ,31,31,18,11, | —             |
|               |               |               |               |               |
| Kombinace     | —             | 38            | 83-85         |               |

* poznámka: nalevo jsou poslední závody v roce;
v roce 2017 se kombinace počítala i za jednu disciplínu
| Mistrovství světa juniorů | Mistrovství světa juniorů |
| Rok                       | 2013 juniorky             |
| ------------------------- | ------------------------- |
| Obtížnost                 | 3                         |

| Mistrovství Evropy juniorů | Mistrovství Evropy juniorů |
| Rok                        | 2013 juniorky              |
| -------------------------- | -------------------------- |
| Bouldering                 | 3                          |

| Evropský pohár juniorů | Evropský pohár juniorů |
| Rok                    | 2013 juniorky          |
| ---------------------- | ---------------------- |
| Obtížnost              | 1                      |
| jednotlivě*            |                        |

poznámka: nalevo jsou poslední závody v roce